# Hyperstrotia molybdota
Hyperstrotia molybdota là một loài bướm đêm trong họ Noctuidae.